# Palais Chigi d'Ariccia
Le Palazzo Chigi d'Ariccia était le palais ducal de la famille Chigi situé au centre de la ville d'Ariccia, près de Rome, en Italie.

## Histoire
Le palais a été reconstruit de 1664 à 1672, dans un style baroque par la famille Chigi sur un ancien palais du XVe siècle de la famille Savelli. Les architectes sont Gian Lorenzo Bernini et son élève Carlo Fontana. 
Le palais et le parc ont été cédés à la Commune en 1988 par le prince Agostino Chigi Albani della Rovere, et servent  d'accueil pour des expositions et événements culturels. 
Le Palais abrite le Museo del Barocco Romano, comportant entre autres des collections restantes de la famille Chigi.
Le parc, qui s'étend sur 28 hectares, contient des spolia romaines et des vestiges de bâtiments utilisés dans le cadre d'une réserve de chasse.

## Œuvres conservées
- Quattro stagioni de Mario de' Fiori en collaboration avec Carlo Maratta, Bernardino Mei, Giacinto Brandi, Giovanni Maria Morandi et Filippo Lauri
- Allégorie des sens de Pier Francesco Mola
- Esquisses préparatoires (cartons) pour les mosaïques de la coupole de la Basilique Saint-Pierre par Cavalier d'Arpino
- I « feudi Chigi con cani levrieri » de Michelangelo Pace aussi appelé « il Campidoglio »
- Finti arazzi commandé par le cardinal Ottoboni à Domenico Paradisi, Michelangelo Ricciolini et Francesco Borgognone pour le Palazzo della Cancelleria
- Finti arazzi con giochi di putti de Giovanni Battista Magni « il Modanino » ;
- Paysages de Jos de Momper, Tempestino et Egidio de Monte
- Pindare et Pan de Salvator Rosa
- Bienheureux Giovanni Chigi en pénitence par Giovanni Battista Gaulli dit « Baciccio »
- Paysage marin avec saint Augustin de Jos de Momper et Alessandro Mattia.
- Portrait du Pape Clément IX et du cardinal Sigismondo Chigi par Baciccio
- Portrait du cardinal Flavio Chigi par Jacob Ferdinand Voet
- Portrait de Sœur Maria Lutugarda par Jacob Ferdinand Voet
- Portrait de Sœur Flavia Virginia par Jacob Ferdinand Voet
- Portrait d'Agostino Chigi par Jacob Ferdinand Voet
- Portrait de Maria Virginia Borghese par Jacob Ferdinand Voet
- Serie delle Belle d'Anna Caffarelli Minutoli
- Portrait de Maria Virginia Borghese par Giovanni Maria Morandi
- Portrait de Mario Chigi par GM Morandi
- Portrait du vénérable Aurelio Chigi par Francesco Vanni
- Portrait du Cardinal Fabio Chigi par Carlo Cesi
- Portrait de Suor Bérénice par Francesco Trevisani
- Œuvres de Filippo Loreti, Ludwig Guttenbrunn, Agostino Masucci